# Strabomantis necopinus
Espèce
Synonymes
- Eleutherodactylus necopinus Lynch, 1997

Statut de conservation UICN

 VU B1ab(iii) : Vulnérable
Strabomantis necopinus est une espèce d'amphibiens de la famille des Craugastoridae.

## Répartition
Cette espèce est endémique de la cordillère Centrale en Colombie. Elle se rencontre dans les départements d'Antioquia, de Tolima, de Caldas, de Risaralda et de Quindio entre 1 800 et 2 200 m d'altitude.

## Description
Les mâles mesurent de 32,0 à 39,8 mm et les femelles de 52,8 à 67,7 mm.

## Publication originale
- Lynch, 1997 : Intrageneric relationships of mainland Eleutherodactylus 2. A review of the Eleutherodactylus sulcatus group. Revista de la Academia Colombiana de Ciencias Exactas Fisicas y Naturales, vol. 21, no 80, p. 353-372 (texte intégral).